# (2131) Mayall
(2131) Mayall es un asteroide perteneciente al cinturón interior de asteroides descubierto por Arnold R. Klemola desde el Observatorio Lick del monte Hamilton, Estados Unidos, el 3 de septiembre de 1975.

## Designación y nombre
Mayall fue designado al principio como 1975 RA.
Más adelante, en 1981, se nombró en honor del astrónomo estadounidense Nicholas Mayall (1906-1993).

## Características orbitales
Mayall orbita a una distancia media del Sol de 1,887 ua, pudiendo alejarse hasta 2,096 ua y acercarse hasta 1,678 ua. Tiene una inclinación orbital de 34 grados y una excentricidad de 0,1109. Emplea 946,9 días en completar una órbita alrededor del Sol.
Mayall forma parte del grupo asteroidal de Hungaria.

## Características físicas
La magnitud absoluta de Mayall es 12,72. Tiene un diámetro de 7,77 km y un periodo de rotación de 2,568 horas. Su albedo se estima en 0,2391. Mayall está clasificado en el tipo espectral S.